# Colossobolus giganteus
Espèce
Statut de conservation UICN

 NT  : Quasi menacé
Colossobolus giganteus est une espèce de mille-pattes de la famille des Pachybolidae endémique de Madagascar.

## Répartition et habitat
Cette espèce est endémique de la réserve spéciale d'Ankarana dans le nord-est de Madagascar. Elle vit dans la forêt tropicale sèche.